# Fresnedillas de la Oliva
Fresnedillas de la Oliva es un municipio y localidad española de la Comunidad de Madrid. Cuenta con una población de 1837 habitantes (INE 2024).

## Toponimia
El nombre de este municipio proviene de fresno, por los bosques cercanos que hay de este árbol y 'oliva' que hace referencia al fruto del olivo.

## Símbolos
El escudo heráldico que representa al municipio fue aprobados oficialmente el 12 de junio de 1989 con el siguiente blasón:

Escudo partido. Primero, de oro, cinco fresnos de su color, en aspa. Segundo, de gules, un acueducto de dos órdenes, de plata y mazonado de sable, sobre diez peñascos de lo mismo. Al timbre Corona Real cerrada.
Boletín Oficial de la Comunidad de Madrid nº 145 de 20 de junio de 1989

En la sala de plenos del ayuntamiento hay estandarte bordado con el escudo herádico municipal.
La descripción textual de la bandera, aprobada el 27 de febrero de 1991, es la siguiente:

«Bandera de proporción 2:3, de color rojo, ostentando en su centro el escudo municipal; cuatro estrellas de ocho puntas, de color amarillo, una en cada cantón»
Boletín Oficial de la Comunidad de Madrid nº 55 de 6 de marzo de 1991

## Geografía
| Noroeste: Robledo de Chavela | Norte: Robledo de Chavela | Noreste: Robledo de Chavela |
| Oeste: Robledo de Chavela    |                           | Este: Navalagamella         |
| Suroeste: Robledo de Chavela | Sur: Colmenar del Arroyo  | Sureste: Navalagamella      |

- Espacios naturales de interés: dehesa de Navalquejigo.

- Red hidrológica: arroyos del Teniente, de San Bartolomé, de la Yunta, de la Barrera, de la Chorrera y de la Moraleja.

- Vegetación y usos del suelo: todo el municipio presenta un ecosistema típico de encinar, modificado en parte por la antigua tradición ganadera de la zona, por lo que los pastos destinados a este fin son muy abundantes. Los arbustos más característicos son la jara, la retama, el cantueso, el tomillo, la retama negra, la retama de bolas y la zarzamora, entre otras especies. Los pinares, de pino negral y piñonero, se encuentran formando pequeños rodales en las proximidades del arroyo de la Chorrera, que presenta una vegetación de ribera constituida por fresnos, sauces y rosáceas. Aunque el enebro aparece en casi todo el municipio, hay que destacar una pequeña representación de enebral en el extremo noroeste del término municipal.

## Historia

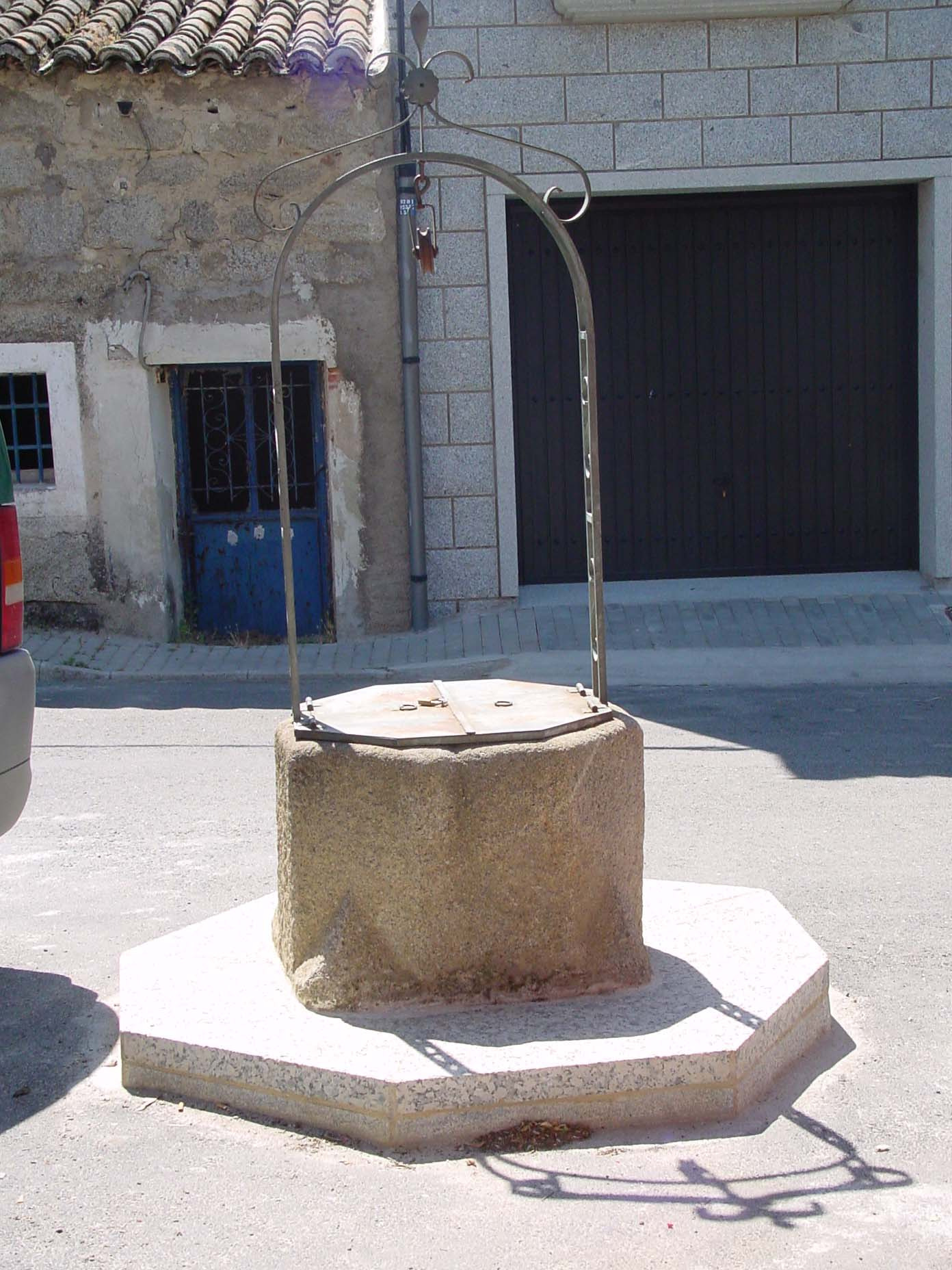
Pozo

### Prehistoria
La ocupación de este territorio se remonta a la Edad de Bronce, cuando se encontraba ocupado por pobladores que aprovecharon los recursos naturales, ya fueran cinegéticos, ganaderos o agrícolas, que ofrecía la zona fértil del valle del Arroyo de la Moraleja.
Una serie de vestigios arqueológicos encontrados en trabajos de prospección en el lugar denominado “La Mata”, en junio y julio de 1992, permitieron identificar el lugar como un asentamiento estacional habitado hace unos mil años antes de Cristo.
EL hallazgo compuesto por un pequeño conjunto de piezas arqueológicas, se produjo durante el análisis en superficie de la zona.
El tipo de hallazgo teniendo en cuenta la decoración de la cerámica comienza a producirse desde el período central de la Edad de Bronce, denominado bronce medio o Bronce Pleno con una antigüedad entre 1700 y 1200 años antes de Cristo.

### Edad Antigua
Con la conquista de la península ibérica, en el siglo III a. C., el ejército romano comenzó a construir una importante red de comunicaciones viales, las calzadas o vías romanas, para facilitar el transporte de tropas y material bélico de unas zonas a otras de la región. En Fresnedillas, las investigaciones han puesto de manifiesto la existencia de una de esas vías romanas que cruzaría el municipio en sentido norte-sur, en toda su longitud máxima.
El motivo principal del paso de esta vía por Fresnedillas responde a la ubicación concreta del pueblo, situado en un camino natural de tránsito hacia el sur y en una zona climático límite entre las últimas estribaciones de la sierra ganadera y los comienzos de la llanura de producción cerealística.

### Edad Media
A mediados del siglo XVI existían en las tierras de la actual jurisdicción de Fresnedillas tres lugares (La Povedilla, Navalquejigo y San Bartolomé). Estos tres sitios se encuentran recogidos en el Libro de la Montería de Alfonso XI, escrito hacia 1340-1350. En esta época (siglo XIV) el núcleo poblacional de Fresnedillas no existía como tal, pero pudo fundarse poco después del abandono de San Bartolomé debido quizá a los estragos que la peste negra produjo en Castilla en esa época.

### Edad Moderna
Durante los acontecimientos que tuvieron lugar en Castilla entre 1520 y 1521, Fresnedillas se vio envuelta en la Guerra de las Comunidades de Castilla por pertenecer el pueblo en aquellos años a la jurisdicción de Segovia, al estar incluido todo su término en el sexmo de Casarrubios del Monte.

### Origen de la villa
Entre 1627 y 1769 tiene lugar en las tierras de Fresnedillas un proceso de deslinde con los municipios vecinos que dará como resultado la formación actual del término municipal en toda su extensión. Además de éstas, la fecha de 1740 también será fundamental para el pueblo, puesto que en ese año Fresnedillas obtuvo la categoría de Villa propia. La jurisdicción propia la adquiere en 1769.
En estos años la demarcación territorial del término de municipal quedó completada. Los límites por el norte se establecen con Robledo de Chavela en unos 6000 metros, por el sur con Colmenar de Arroyo en unos 5000 metros, por el este con Navalgamella en cerca de 9500 metros y por el Oeste, de nuevo con Robledo de Chavela, en 6400 metros la superficie que comprende el término municipal alcanza 2820 hectáreas que se hallan cubiertas de peñas y prados con encinas, enebros, jaras, pinos, robles y monte bajo con caza menor y jabalíes entre las breñas y espesuras del monte.

### Primeros años como villa
Según indica el Catastro del Marqués de la Ensenada, realizado en 1752, en Fresnedillas vivían 47 vecinos, de los cuales 32 eran vecinos útiles y 10 vecinos jornaleros. Sumaban unos 210 habitantes y en el pueblo existían 51 edificaciones entre las que se encontraban una casa para reuniones del concejo. En 1768, la población había ascendido a 232 personas y en 1783 a 56 vecinos, es decir, a unos 280 habitantes.
En 1752, la agricultura y la ganadería dominaban el grueso de la población activa de Fresnedillas. En total había 45 labradores, seis jornaleros y tres pastores, cuya renta al día equivalía a tres reales de vellón. Mensualmente, sus rentas ascendían a 90 reales.
En total había 56 personas en activo que percibían entre todos 5000 reales mensuales. Además habitaban en el pueblo dos pobres de solemnidad los cuales tendrían que sobrevivir gracias a la caridad de sus convecinos.
La ganadería, debido a la escasa productividad del suelo, era una de las principales ocupaciones, destacando el número de vacas y ovejas. En esta época, en Fresnedillas había un total de 380 cabezas de ganado mayor que se repartían entre 279 vacas, toros y terneros, 69 caballos y yeguas y 32 asnos. También 543 ovejas, 78 cabras y 208 cerdos que hacían un total de 825 cabezas de ganado menor. Además, la cosecha de miel estaba asegurada con 130 colmenas. El valor que se les asignaba a todos estos beneficios de la ganadería.

### Fresnedillas en Madrid
Fresnedillas entró a formar parte de la provincia de Madrid en 1833. En ese año, el ministro de Fomento Francisco Javier de Burgos, bajo la regencia de María Cristina, ideó un plan para la organización administrativa del reino, el cual quedaría dividido en provincias en las que se intentaba mantener un equilibrio entre zonas llanas, productivamente agrarias y zonas de montaña para el mantenimiento del ganado. Así el espacio de la nueva provincia de Madrid estaría compuesto por áreas que comprenden estos dos tipos de terrenos. La divisoria de la provincia de Madrid con la de Segovia se realizaría por las cumbres de la sierra de Guadarrama, quedando para Segovia los territorios del oeste y para Madrid los del este de la sierra, entre los que se encontraba Fresnedillas. De este modo, por la necesidad de incluir zonas agrarias y ganaderas en cada provincia, Fresnedillas pasó a incorporarse a la provincia de Madrid, a la que sigue perteneciendo actualmente.
Hacia mediados del siglo XIX, el lugar tenía contabilizada una población de 296 habitantes. Aparece descrito en el octavo volumen del Diccionario geográfico-estadístico-histórico de España y sus posesiones de Ultramar de Pascual Madoz de la siguiente manera:

FRESNEDILLAS: v. con ayunt. de la prov., aud. terr. y c. g. de Madrid (7 leg.), part. jud. de Navalcarnero (5), dióc. de Toledo (13): sit. en terreno montuoso y rodeada de cerros, es poco combatida de los vientos; lo que hace su clima algun tanto mal sano: tiene de 45 á 50 casas inclusa la de ayunt., escuela de instruccion primaria; y una igl. parr. (San Bartolomé) servida por un párroco, cuyo curato es de entrada y de provision ordinaria: el cementerio se halla en parage que no ofende la salud pública. El térm. confina N. Zarzalejo; E. Valdemorillo; S. Navalagamella, y O. Robledo de Chávela; le atraviesan dos arroyos, de los cuales uno se seca en verano, y el otro llamado Moraleja, es de curso perenne. El terreno en su mayor parte está lleno de sinuosidades y piedra berroqueña, que impiden el cultivo; y todo él puede decirse de tercera calidad. caminos: los que dirigen á los pueblos limítrofes, en mal estado. prod.: algo de trigo, centeno y pocas legumbres; mantiene ganado vacuno y cria caza con abundancia de conejos y perdices, y algunas liebres, gamos y lobos. pobl.: 74 vec., 296 alm. cap. prod.: 530,040 rs. imp. 38,217 contr.: segun el cálculo general y oficial de la prov., 9'65 por 100.
(Madoz, 1847, p. 185)

## Estación espacial de Fresnedillas

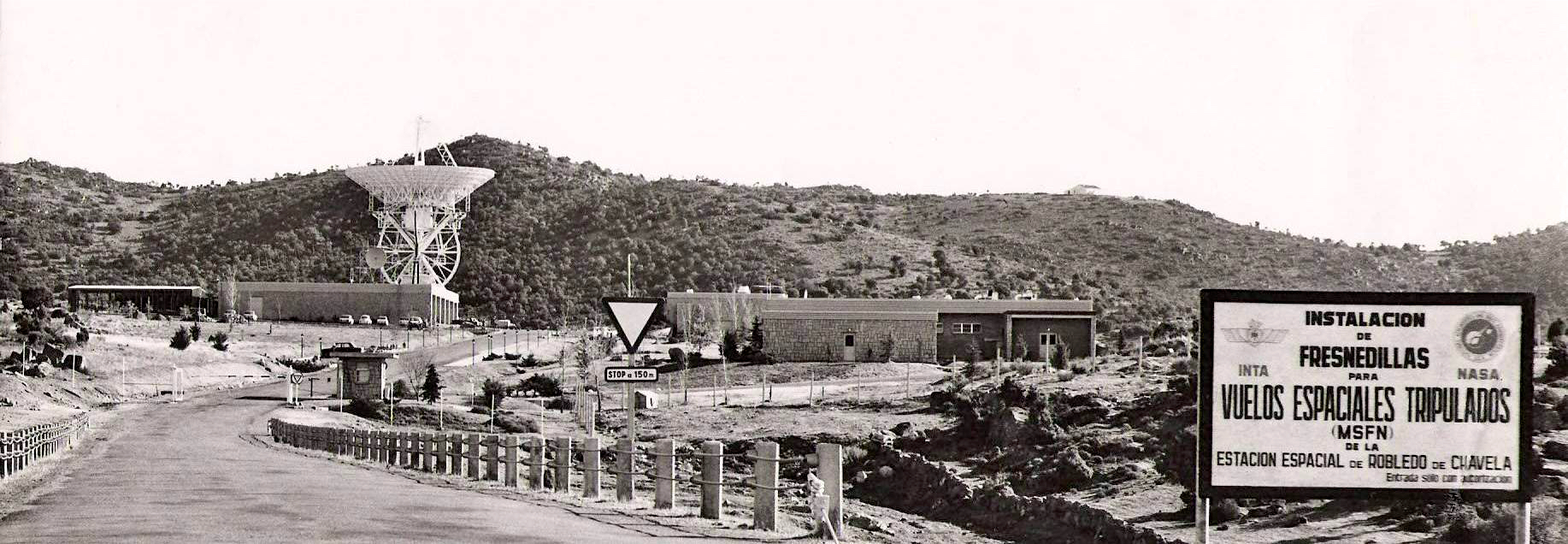
Carretera de acceso, cartel original, Antena X-Y de 26 metros

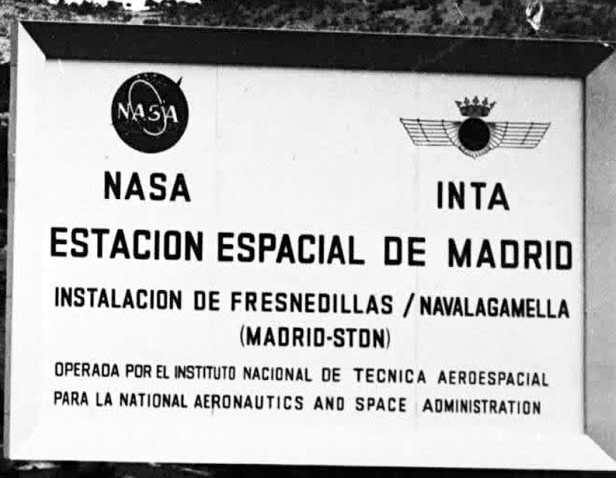
Cartel de acceso en 1972

La Instalación de Fresnedillas para vuelos espaciales tripulados (MSFN), fue un conjunto de antenas instaladas a unos 50 km. de Madrid para ayudar en las comunicaciones aeroespaciales de la NASA para el Programa Apolo. Formaba parte de la Estación Espacial de Robledo de Chavela.
Se inauguró el 29 de enero de 1964, como consecuencia del acuerdo entre los Gobiernos de España y Estados Unidos una década antes para integrar a España en el sistema defensivo de la Unión Soviética.
Para evitar interferencias radioeléctricas en los municipios de Fresnedillas de la Oliva y Navalagamella, disponía de una antena parabólica tipo Cassegrain, con montaje X-Y de 26 metros de diámetro a la que posteriormente, terminado el Programa Apolo, se le añadió otra antena también de tipo Cassegrain con montaje X-Y de 9 metros para el seguimiento de satélites con órbitas cercanas a la Tierra.

### Comienzos

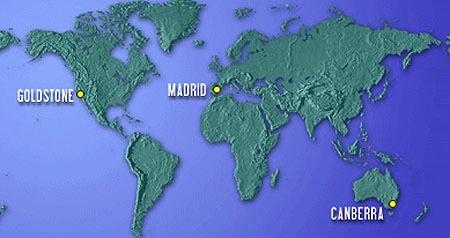
Las tres principales Estaciones de la red MSFN de NASA para el Proyecto Apolo. Goldstone, California. Fresnedillas, Madrid. Honeysuckle, Camberra

La estación de Fresnedillas comenzó su actividad el 4 de julio de 1967 cumpliendo con el requerimiento de NASA, el cual establecía que las tres estaciones principales de la Red MSFN, situada dentro del enclave de Fort Irwin en el desierto de Mojave (California), Fresnedillas de la Oliva, a unos 47 kilómetros al oeste de Madrid y Honeysuckle Creek, en las montañas del sudoeste de Canberra (Australia), deberían estar operativas en julio de ese año. La ubicación de dichas estaciones estaba separada aproximadamente 120 grados longitudinalmente sobre el globo terráqueo para poder obtener la cobertura de comunicación con la Luna durante las 24 horas.

### Vuelos tripulados
Los vuelos al espacio tripulados de NASA apoyados por esta estación de seguimiento primaria en el continente Europeo fueron: Apolo 7 al 17 (1968-1972), Skylab 1 al 4 (1973-1974), Apolo-Soyuz (1975), y los transbordadores Columbia (STS-1 al STS-9), Challenger (STS-6 al STS-41G) y Discovery  (STS-41D al STS-51C).

### Hitos de la estación

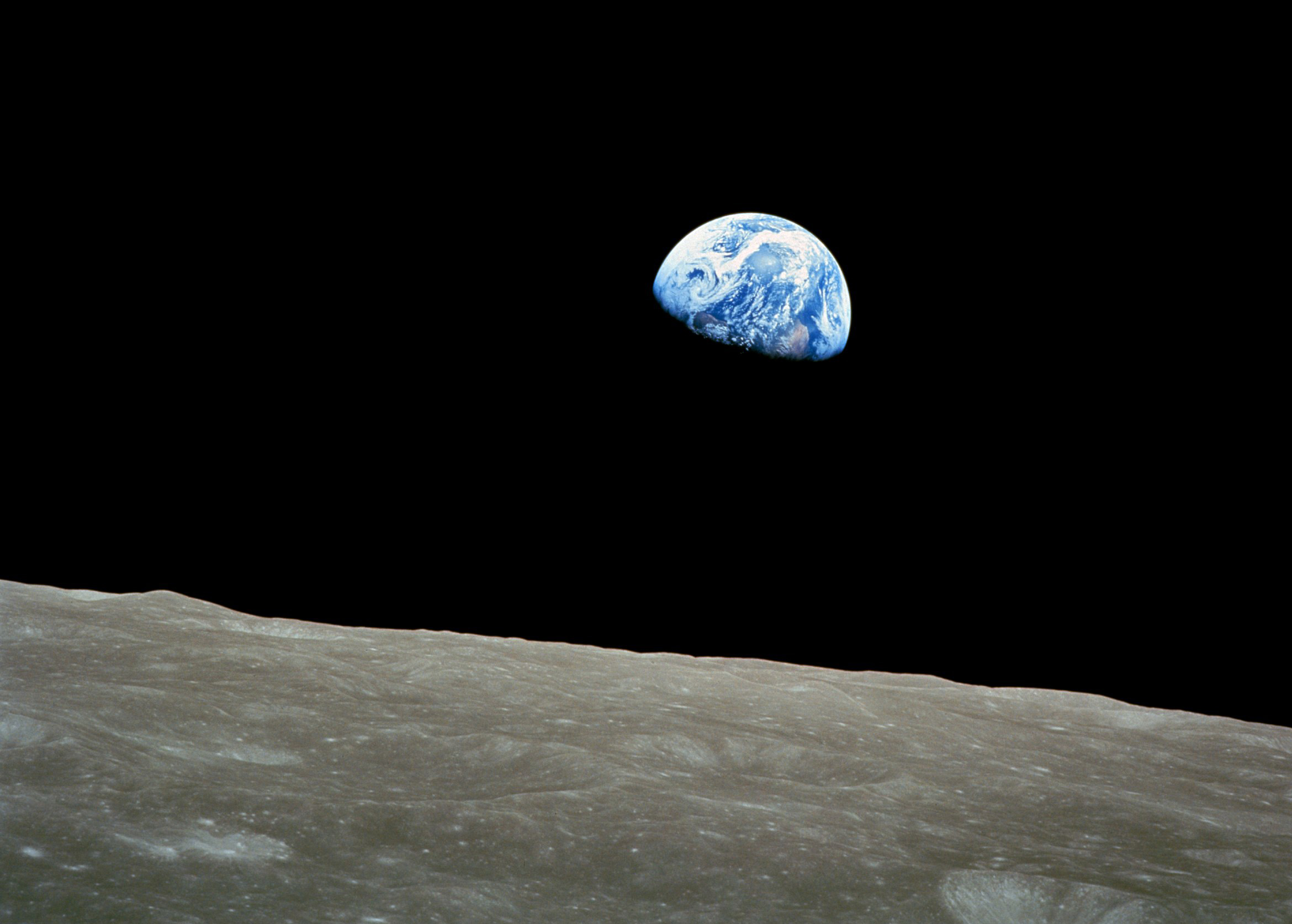
Primera foto de la Tierra tomada por un ser humano desde la Luna, recibida en la Tierra por la estación Apolo de Fresnedillas en 1968

Durante la Navidad de 1968 los astronautas Frank Borman, Jim Lovell y William Anders, miembros de la tripulación del Apolo 8, fueron los primeros en abandonar la órbita terrestre y girar alrededor de la Luna. Desde allí enviaron la primera fotografía hecha por un ser humano de la Tierra vista desde la Luna. Esta foto se recibió a través de la estación Apolo de Fresnedillas.
A las 20.17.39 (UTC) del día 20 de julio de 1969 el módulo lunar Eagle de la misión Apolo 11 se posaba sobre la superficie de la luna, pilotado por el astronauta Neil A. Armstrong. Todas las comunicaciones con el módulo lunar y sus ocupantes durante el descenso se recibieron a través de la estación de Fresnedillas.
También en el momento más crítico de esta misión, el despegue de la Luna, Fresnedillas era la única estación de la red MSFN que tenía visibilidad de ambos vehículos, pues Goldstone y Honeysuckle estaban en la cara oculta de la Tierra.

### Control español
Tal como se estipulaba en el contrato firmado el 2 de octubre de 1964 por los organismos Instituto Nacional de Técnica Aeroespacial (INTA) y NASA, encargados de la gestión del Acuerdo entre Gobiernos, la Dirección de la Instalación fue transferida al INTA nombrando director a Luis Ruiz de Gopegui y siendo operada totalmente por personal español a partir del 18 de diciembre de 1972.

### Clausura
El 1 de marzo de 1985 fue clausurada definitivamente y su antena de 26 m y su equipo asociado fue trasladado al complejo de seguimiento del Espacio Lejano de NASA (DSN), ubicado en Robledo de Chavela, donde pasó a denominarse DSS-66 según la nomenclatura JPL. Esta antena actualmente ha sido desactivada y se encuentra en desuso.
La estación fue oficialmente transferida al Gobierno español el 12 de junio de 1987 pasándose a hacer cargo de ella el INTA para posteriormente ser transferida al Ministerio de Defensa.

## Demografía
Cuenta con una población de 1837 habitantes (INE 2024).
| Gráfica de evolución demográfica de Fresnedillas de la Oliva entre 1842 y 2021 |
| |
| Población de derecho según los censos de población del INE Población de hecho según los censos de población del INEEn estos censos se denominaba Fresnedillas: 1842, 1857, 1860, 1877, 1887, 1897, 1900, 1910, 1920, 1930, 1940, 1950, 1960, 1970 y 1981 |

| 453           | 635 | 855 | 1097 | 1392 | 1550 | 1554 | 1572 | 1651 | 1742 | 1784 | 1791 |
| (Fuente: INE) |     |     |      |      |      |      |      |      |      |      |      |

## Transporte
Fresnedillas de la Oliva cuenta con dos líneas de autobús y una nocturna, teniendo cabecera una de ellas en el Intercambiador de Moncloa. Las tres líneas están operadas por ALSA y son:
| Línea | Recorrido                                                   |
| ----- | ----------------------------------------------------------- |
| 645   | Madrid (Moncloa) – Robledo de Chavela - Cebreros            |
| 669A  | San Lorenzo de El Escorial – Fresnedillas - Navalagamella   |
| N604  | Madrid (Moncloa) - El Escorial - San Lorenzo de El Escorial |

## Servicios

### Educación
En Fresnedillas de la Oliva hay 1 guardería (1 pública) y 1 colegio público de educación infantil y primaria.
En mayo de 2013, medios de comunicación estatales dieron la noticia de que el Ayuntamiento había arrasado el huerto escolar del colegio público.

## Cultura

### Patrimonio

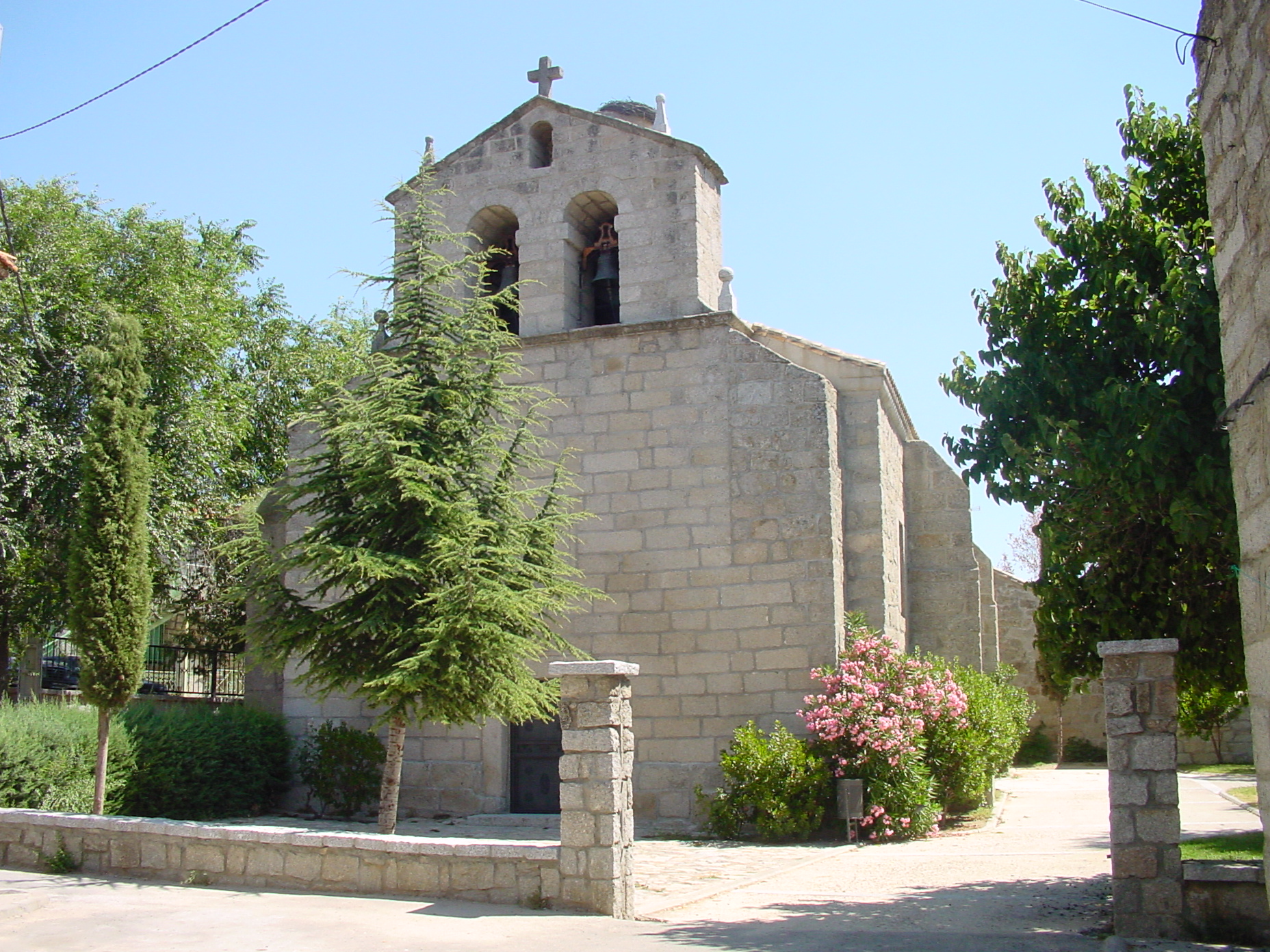
Iglesia

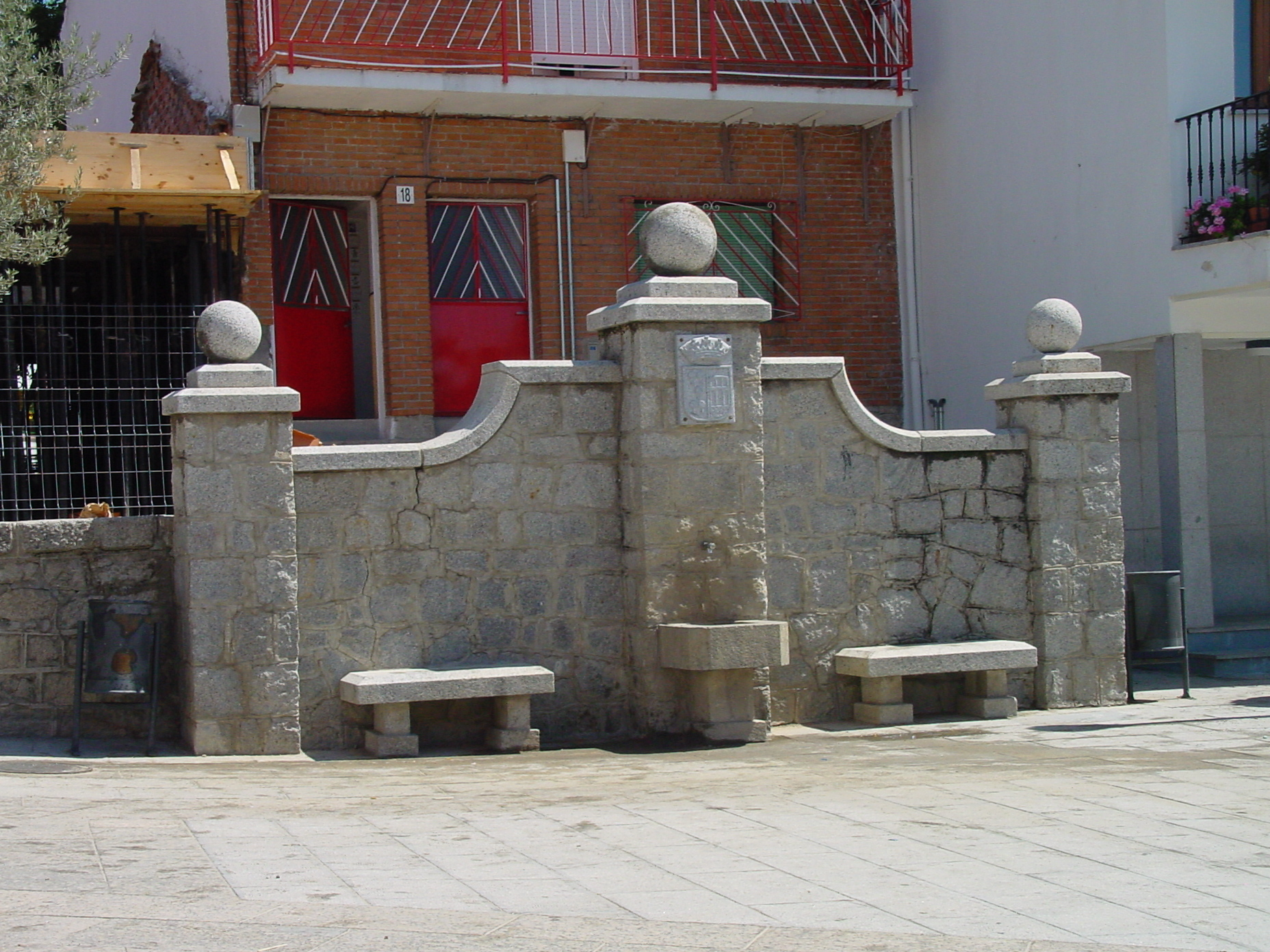
Fuente

- Iglesia parroquial de San Bartolomé, del siglo XVI.
- Fortines de la Guerra Civil, situados en propiedades particulares. Se encuentran en la M-521, en las cercanías del cementerio, en la M-532, km 5,8 y en la calle del poeta Luis Chamizo entre otros.
- Edificaciones agropecuarias, siglos XIX y XX. Conjunto urbano rural, con las casas de la calle Real, de finales del siglo XIX y principios del XX.
- Restos del antiguo poblado de San Bartolomé, del siglo XIV. Estos restos, de interés arqueológico, se encuentran situados en fincas particulares.
- Casas Vivas
- Ruta La puente
- Museo Lunar
- Centro de interpretación de las aves
- Casa de la cultura
- Estación espacial
- Polideportivo (campos de fútbol, pádel, baloncesto, piscina...)

### Fiestas y tradiciones
El 20 de enero. Fiesta de la Vaquilla, en honor de san Sebastián. Es una de las fiestas de cencerros mejor conservadas de la Comunidad de Madrid.
Entre finales de mayo y principios de junio. Romería de la Virgen de la Oliva.
El 24 de agosto. Fiestas patronales en honor a San Bartolomé Apóstol.
El 14 de septiembre. Día de la Exaltación de la Santa Cruz organizada por la Cofradía de la Hermandad del Cristo de la Sangre.
El 1 de noviembre. Festividad de todos los Santos.
El día 31 de diciembre. Fiesta de los Quintos, popularmente conocida como el 'día de la leña'.